# Agrias elegans
Agrias elegans är en fjärilsart som beskrevs av Peter William Michael 1927. Agrias elegans ingår i släktet Agrias och familjen praktfjärilar. Inga underarter finns listade i Catalogue of Life.